# Kevin Turner
Brian Kevin Turner, född den 3 april 1965 i Oklahoma, är en amerikansk företagsledare. Han har varit vice VD på Wal-Mart och är sedan augusti 2005 operativ chef på Microsoft.
Kevin Turner tog en Bachelor of Science in Management, ungefär kandidatexamen i företagsekonomi, på East Central University i Ada i Oklahoma. Under studietiden arbetade han heltid som kassaexpedit på detaljhandelsföretaget Wal-Mart.
Efter examen fortsatte han på Wal-Mart och drogs gradvis mot företagets IT-avdelning. Han steg snabbt i graderna och blev vid 29 års ålder den yngste högre chefen någonsin på företaget. Från 1997 var han ansvarig för Wal-Marts Application Development and Support och senare blev han vice VD och informationschef för Wal-Mart samt VD för systerföretaget Sam's Warehouse.
I augusti 2005 värvades han till Microsoft för att bli operativ chef och han och familjen flyttade till staten Washington. Den tidigare operative chefen, Rick Belluzzo hade slutat redan 2002 och hade inte ersatts tidigare. Kevin Turner leder även Microsofts inträde på detaljhandelsmarknaden.